# ブルックス・レノン
ブルックス・レノン（Brooks Lennon、1997年9月22日 - ）は、アメリカ合衆国出身のプロサッカー選手。ポジションはDF。メジャーリーグサッカー・アトランタ・ユナイテッドFC所属。

## 経歴

### クラブ
レアル・ソルトレイクのアカデミーでプレーをはじめ、2015年にイギリスに渡りリヴァプールFCと契約を結んだ。
リヴァプールFCでは出場機会がなく、レンタルを経て2017年12月にレアル・ソルトレイクに完全移籍した。
2019年12月、総額30万ドルの金銭トレードでアトランタ・ユナイテッドFCに加入。

### 代表
2017年2月にU-20アメリカ合衆国代表の一員として参加したCONCACAF U-20選手権では優勝を果たした。
2018年1月8日、ボスニア・ヘルツェゴビナ代表とのフレンドリーマッチでフル代表初召集を受けた。

## タイトル

### 代表
U-20アメリカ合衆国代表
- CONCACAF U-20選手権: 2017